# 前二道乡
前二道乡，是中华人民共和国吉林省吉林市丰满区下辖的一个乡镇级行政单位。

## 行政区划
前二道乡下辖以下地区：
二道村、金丰村、马相村、巴虎村、兴家村、山前村、王相村、苏相村、张家村、铁西村和河东村。